# Weikersheim
Weikersheim – miasto w Niemczech, w kraju związkowym Badenia-Wirtembergia, w rejencji Stuttgart, w regionie Heilbronn-Franken, w powiecie Main-Tauber. Leży nad rzeką Tauber, ok. 25 km na północny wschód od Tauberbischofsheim, przy linii kolejowej Aschaffenburg–Crailsheim.

## Dzielnice
Bronn, Elpersheim, Haagen, Honsbronn, Laudenbach, Nassau, Neubronn, Queckbronn, Oberndorf i Schäftersheim.

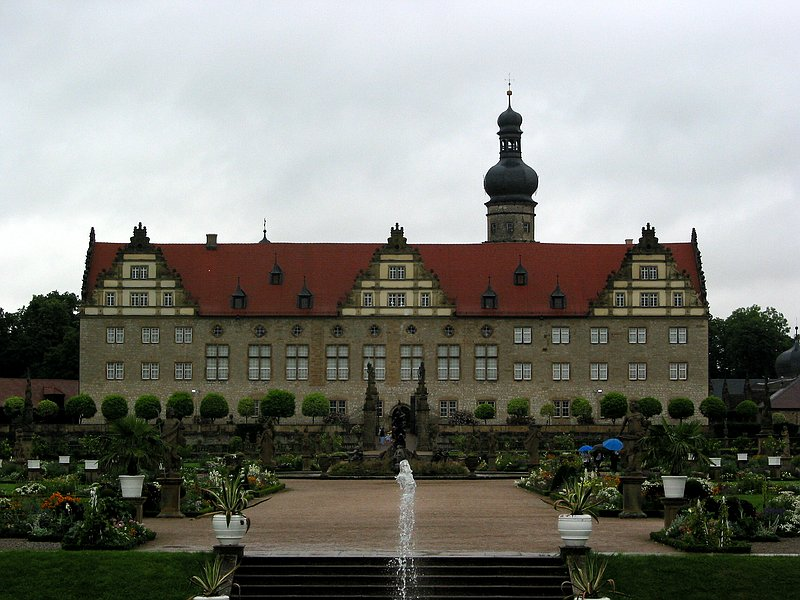
Zamek

## Położenie geograficzne
Zatwierdzony przez państwo kurort Weikersheim położony jest u zbiegu rzek Vorbach i Tauber, około dziesięciu kilometrów na wschód od Bad Mergentheim.

## Historia
Stara posiadłość cesarska wzmiankowana w dokumencie klasztoru w Fuldzie w 837. Osadę otoczono murami obronnymi w 1313, a w 1330 otrzymała prawa miejskie i początkowo była własnością panów z rodu Hohenlohe, następnie od 1345 była lennem klasztoru Fulda, a od 1392 lennem biskupstwa w Würzburgu. W XIV i XV w. miasto było przedmiotem licznych zastawów i dopiero od 1468 znajdowało się w stałym posiadaniu linii Hohenlohe z której w XV w. pozostał tylko ród Weikersheim.
W wyniku podziału spadku w 1585 Weikersheim przypadło hrabiemu Wolfgangowi II von Hohenlohe, który następnie kazał rozbudować średniowieczny zamek na wodzie na reprezentacyjną rezydencję w stylu renesansowym. W 1610 hrabia zniósł pańszczyznę w Weikersheim.
Podczas wojny trzydziestoletniej hrabia Georg Friedrich von Hohenlohe sprzymierzył się z królem Szwecji Gustawem Adolfem. Dlatego Weikersheim stał się częścią Zakonu Krzyżackiego na mocy dekretu cesarza z 1637, a w posiadanie rodu Hohenlohe wrócił dopiero na mocy pokoju westfalskiego w 1648.
Teren przed zamkiem został uwzględniony w planach przyszłej przebudowy pod koniec XVII wieku i uległ zasadniczym zmianom w latach 1710-1712 poprzez utworzenie reprezentacyjnego placu targowego skierowanego w stronę przeciwległego kościoła miejskiego. W 1729 roku dobudowano podcienia stanowiące dostęp do zamku od strony miasta.
Wraz ze śmiercią ostatniego hrabiego Weikersheim, Carla Ludwiga von Hohenlohe, w 1756, miasto utraciło funkcję rezydencji i w 1806 przeszło do Królestwa Wirtembergii poprzez Księstwo Hohenlohe-Öhringen w ramach mediatyzacji na mocy Reichsdeputationshauptschluss.
5 marca 1933 podczas wyborów NSDAP uzyskała ponad 70% głosów, co uczczono wywieszeniem flag nazistowskich na ratuszu. Po II wojnie światowej Weikersheim stało się częścią amerykańskiej strefy okupacyjnej i tym samym należało do nowo utworzonego w 1945 kraju Wirtembergia-Baden, który w 1952 stał się częścią obecnego kraju związkowego Badenia-Wirtembergia.
Zamek Weikersheim został przejęty przez kraj związkowy Badenia-Wirtembergia w 1967, w kolejnych latach odrestaurowany i obecnie udostępniony do zwiedzania.
Po rozwiązaniu okręgu Mergentheim w ramach reformy okręgu, w 1973 Weikersheim został dodany do nowo utworzonego okręgu Main-Tauber.
W ramach reformy gminnej w Badenii-Wirtembergii w latach 1972–1975 do Weikersheim włączono osiem wcześniej niezależnych gmin. 1 stycznia 1972 przyłączono gminy Queckbronn i Schäftersheim, a 1 marca 1972 Elpersheim. Honsbronn została zarejestrowana 1 maja 1972 r., Neubronn 15 lipca 1972, Nassau 1 września 1972, a Laudenbach 1 stycznia 1974. Ostatnia rejestracja miała miejsce 1 stycznia 1975 w Haagen.

## Turystyka i zabytki
- Trasy rowerowe i piesze - Weikersheim położone jest na Szlaku Winnym Wirtembergii (Württemberger Weinstraße), Szlaku Romantycznym (Romantische Straße) i Ścieżce Rowerowej Taubertal (Taubertalradweg), która jest jedną z najwyżej ocenionych przez ADFC (Ogólnoniemiecki Klub Rowerowy)[3] i prowadzi obok wielu zabytków. Przez miasto przebiega także Droga św. Jakuba o długości około 180 km[4].
- Zamek Weikersheim - rodowa siedziba rodu von Hohenlohe, uważany jest za najpiękniejszy z zamków rodu von Hohenlohe. Jest zamkiem losowym, rozbudowanym w stylu renesansowym, co jest jego cechą szczególną, na rzucie trójkąta równobocznego. Projekt artystyczny sali myśliwsko-rycerskiej (1597-1603) jest dziełem rotenburgskiego artysty Gerharda Schmidta. Park przed wspaniale zagospodarowanym skrzydłem południowym, założony w XVIII w. na wzór ogrodów Wersalu, jest jednym z najwcześniejszych ogrodów barokowych we Frankonii.

Hrabia Wolfgang II von Hohenlohe rezydował tu od 1587 do 1610.
- Kościół miejski św. Jerzego (Stadtkirche St. Georg) - budowany w 1419 - 1425 z zachowaną z tamtego okresu nawą główną i nawami bocznymi. , obecnie protestancki kościół św. Jerzego na historycznym rynku, z półkolistym wejściem do zamku i przylegającymi do niego domami, do dziś stwarza idylliczny obraz dworu hrabiego i miasta mieszkalnego rodu von Hohenlohe
- Gęsia wieża (Gänsturm) - zbudowana około 1320 jako część murów obronnych, została w ostatnich dniach II wojny światowej tak bardzo zniszczona, że zgodnie z decyzją ówczesnych władz lokalnych miała zostać rozebrana. Latem 1945 powstała inicjatywa obywatelska, która zebrała niemałą jak na tamte czasy kwotę 3396 marek niemieckich na konserwację dolnej części wieży bramnej z dzwonem i po zaangażowaniu urzędu ds. zabytków wieżę udało się zachować, choć bez charakterystycznego dachu. W 2003 jej wygląd został przywrócony do niemal pierwotnego stanu jako część fortyfikacji miejskich Weikersheim. Muzeum miasta, które ma w niej swoją siedzibę ukazuje najważniejsze etapy historii miasta.Z wieży rozpościera się piękny widok na okolice miasta[5].
- Cmentarz żydowski - znajduje się tu 607 macew, najstarsza z 1730.

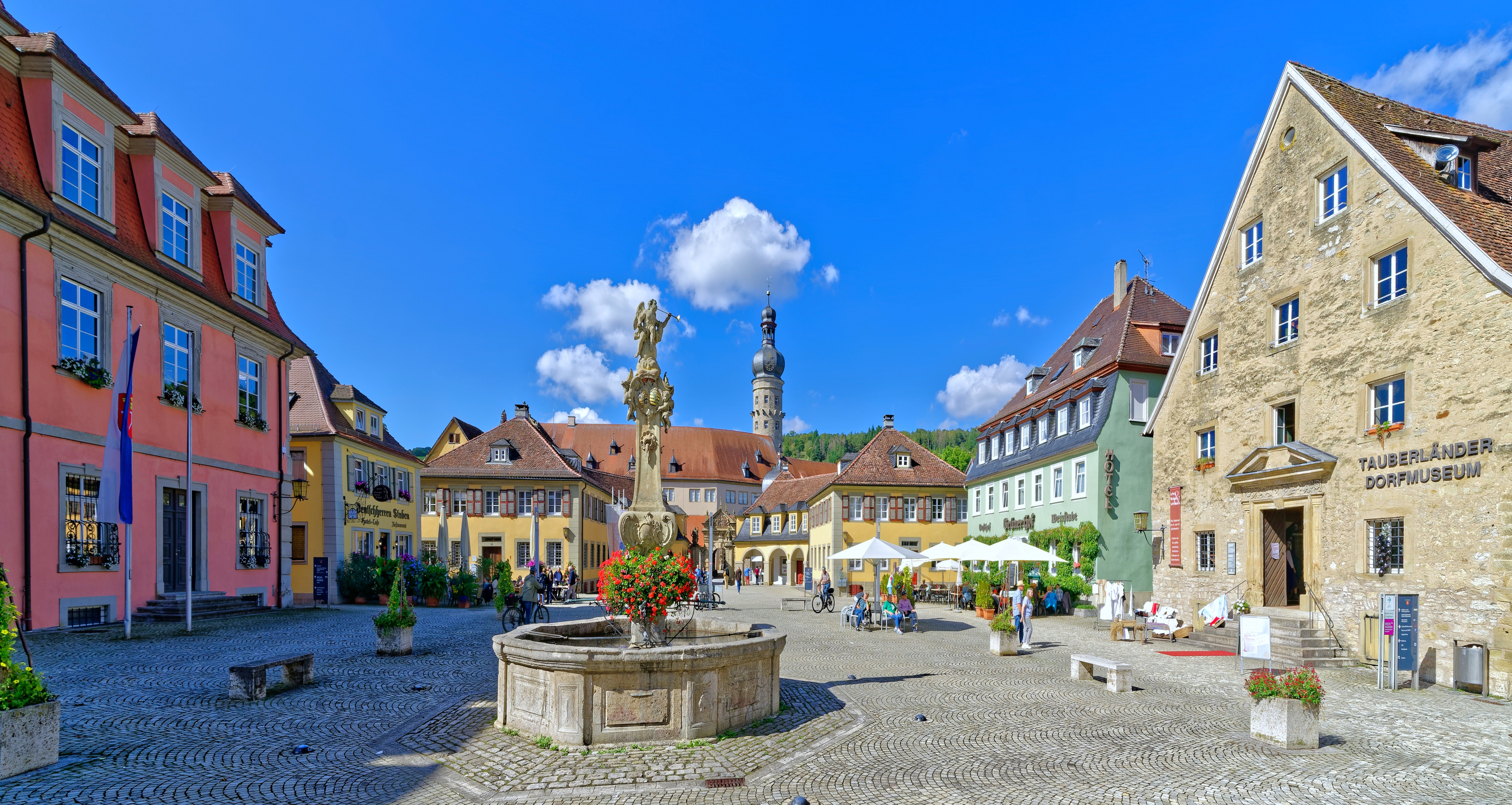
Widok na zamek z rynku
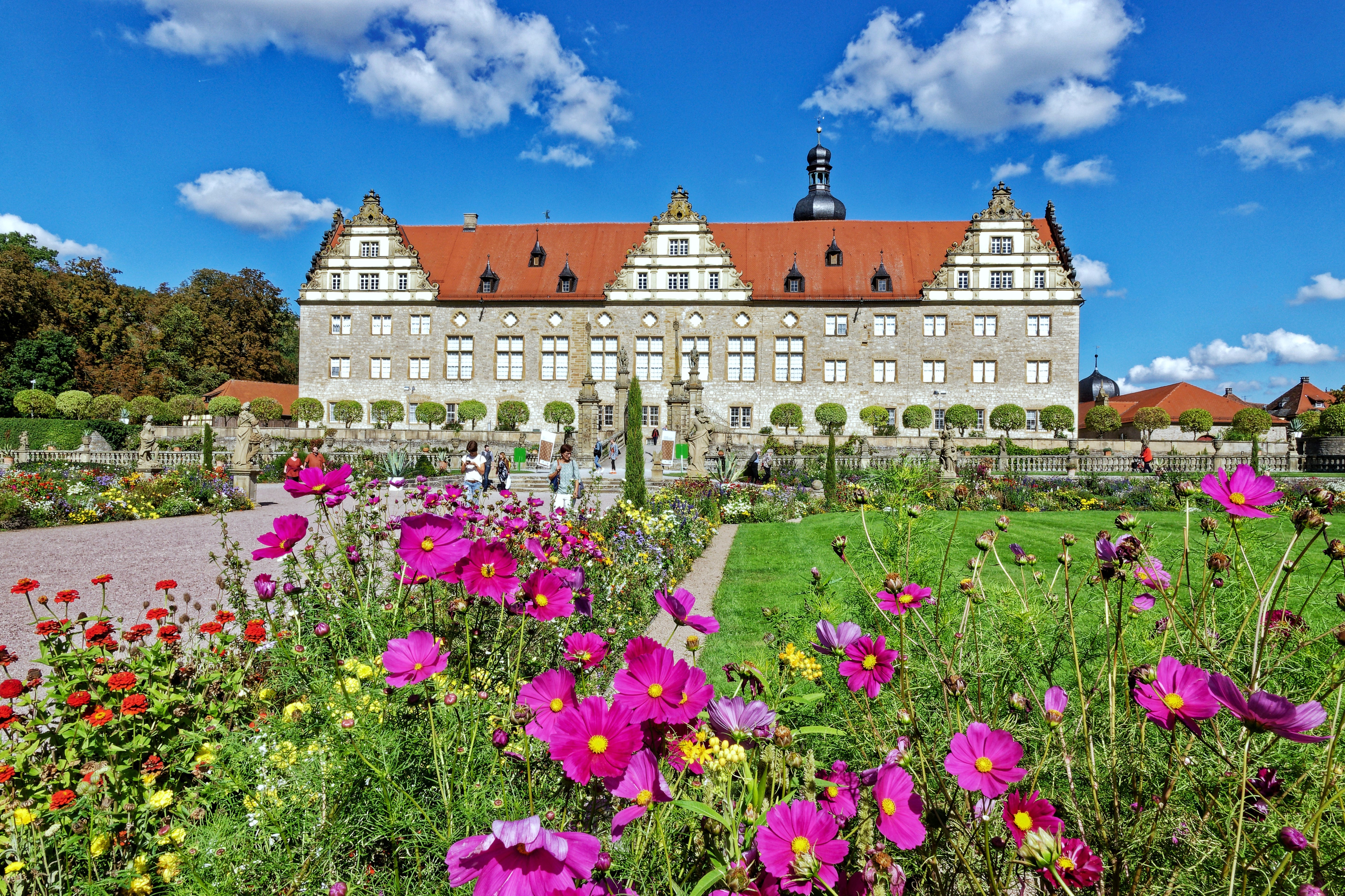
Pałac i park Weikersheim
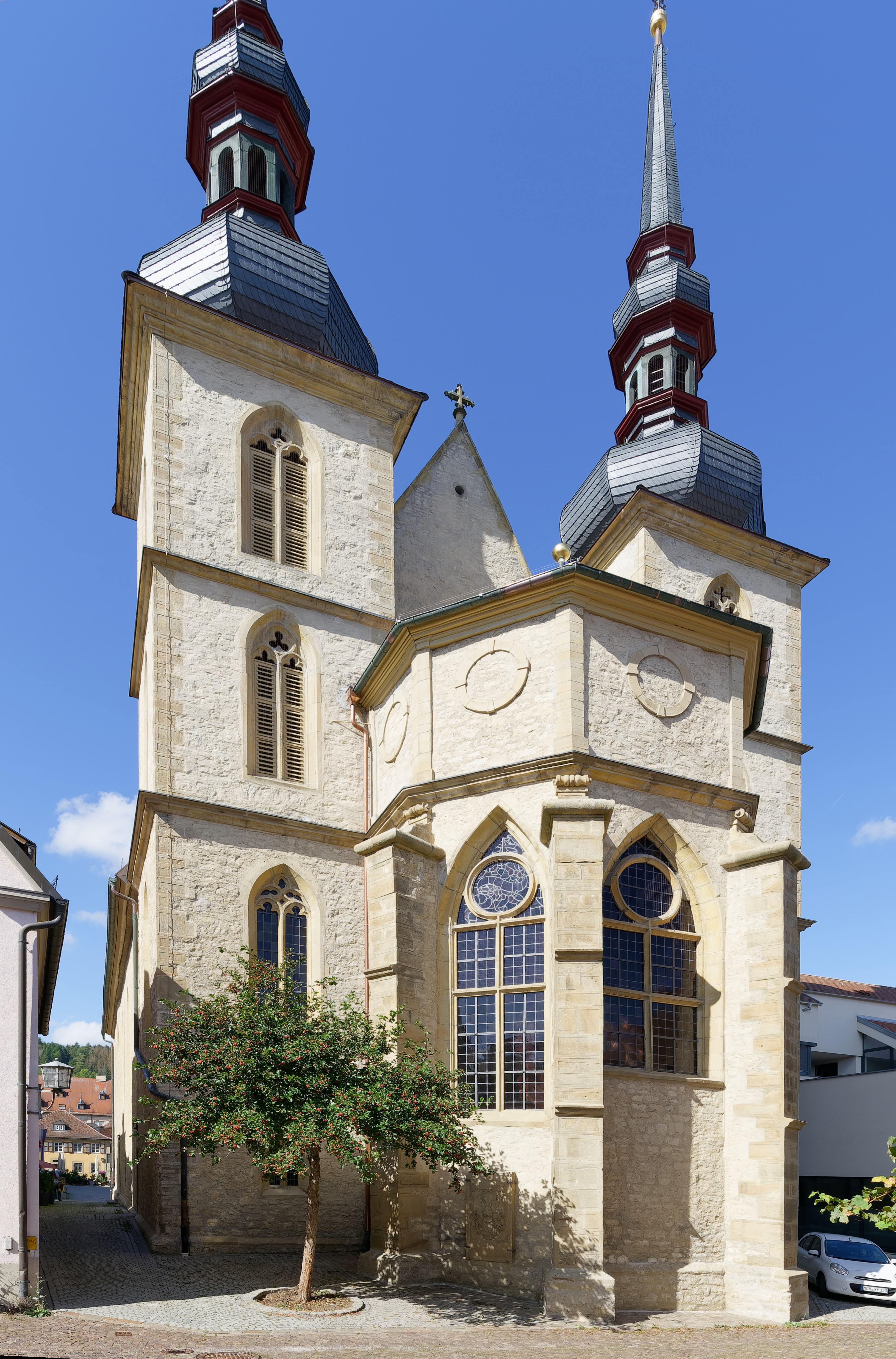
Kościół St. Georg
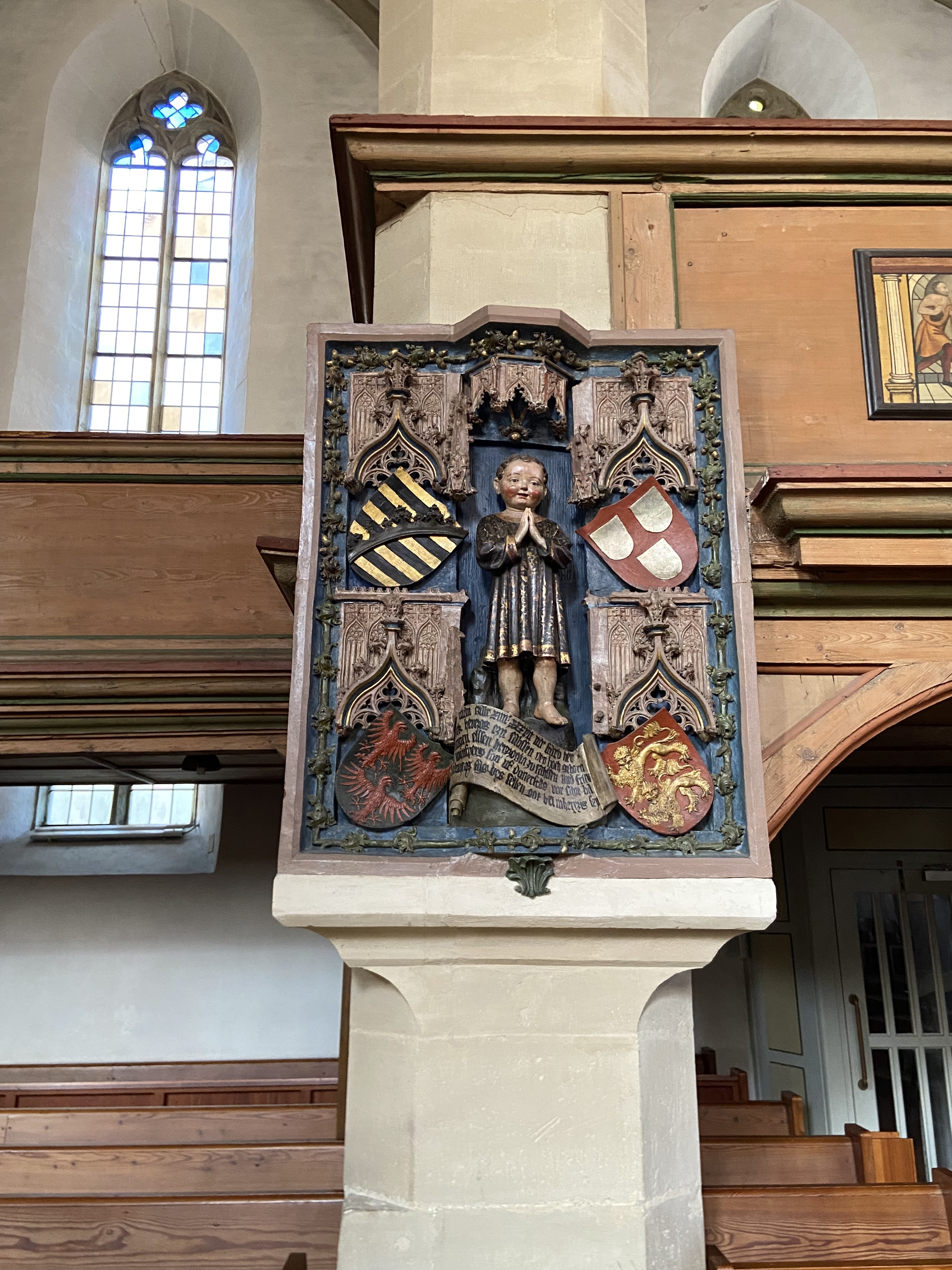
Epitafium księcia Heinza Saksonii-Lauenburga zmarłego w 6 r.ż.
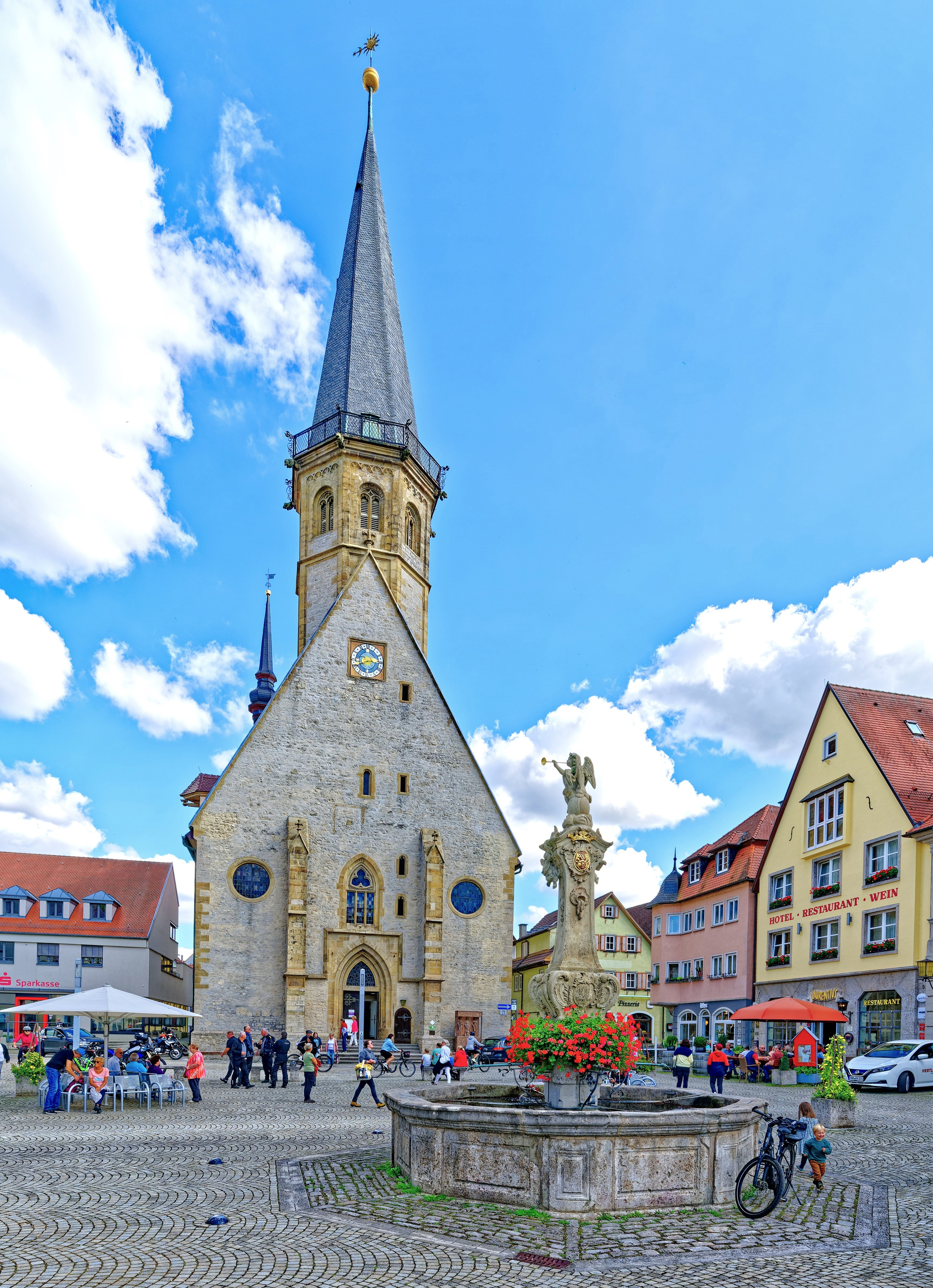
Rynek w Weikersheim z kościołem miejskim St-Georg i fontanną na rynku (2023)
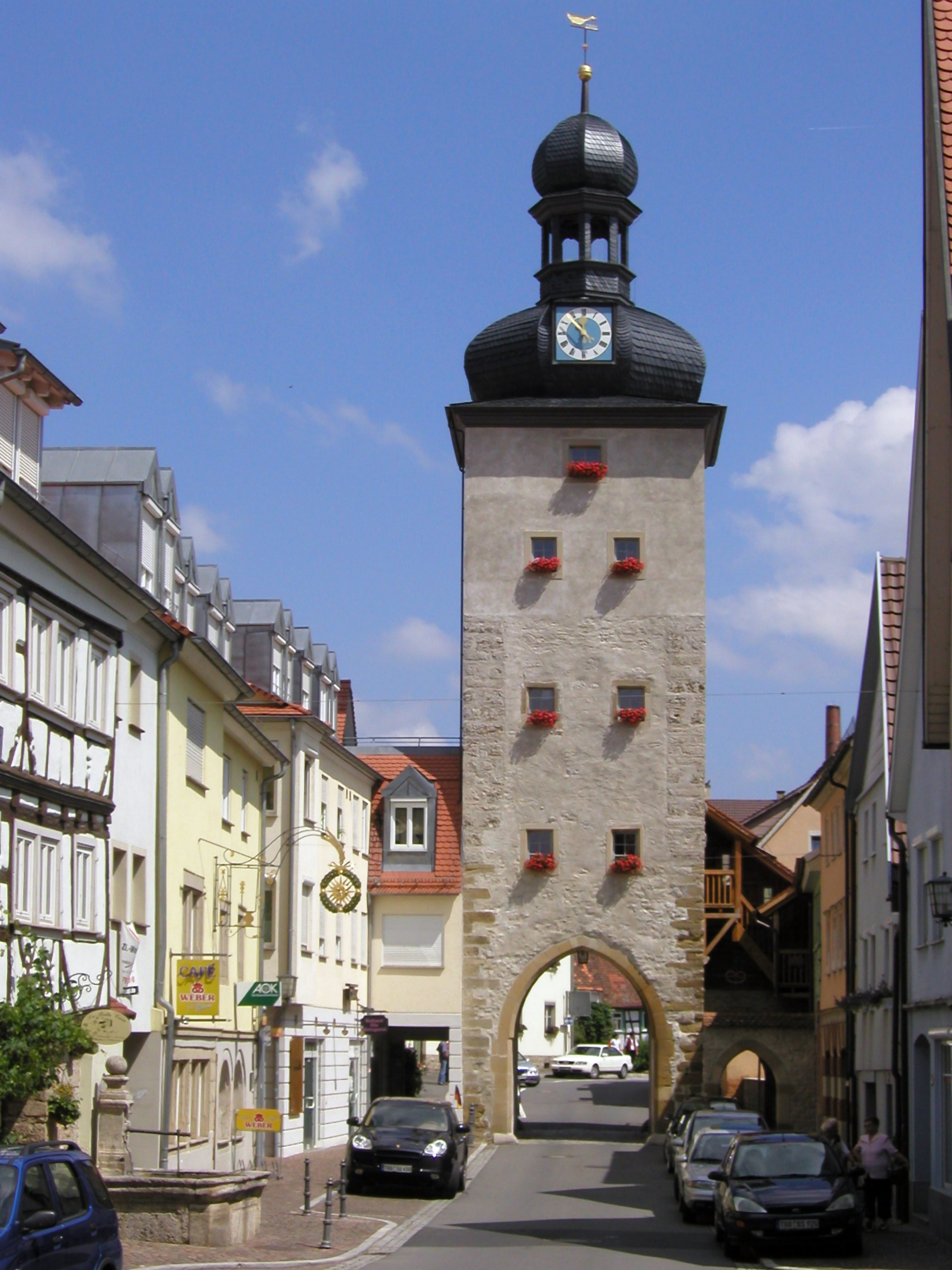
Gęsia wieża (Gänsturm) w Weikersheim